# Alexander Calvert
Pour les articles homonymes, voir Calvert.
Alexander Calvert est un acteur canadien, né le 15 juillet 1990 à Vancouver, Colombie-Britannique.
Il est connu pour son rôle de Jack / Nephilim, un des personnages principaux dans la série Supernatural de la saison 13 à la saison 15.

## Biographie

### Carrière
En 2016, il interprète le rôle de Lonnie Machin / Anarky dans la saison 4 de la série Arrow basée sur le comics de Green Arrow interprété par Stephen Amell,. 

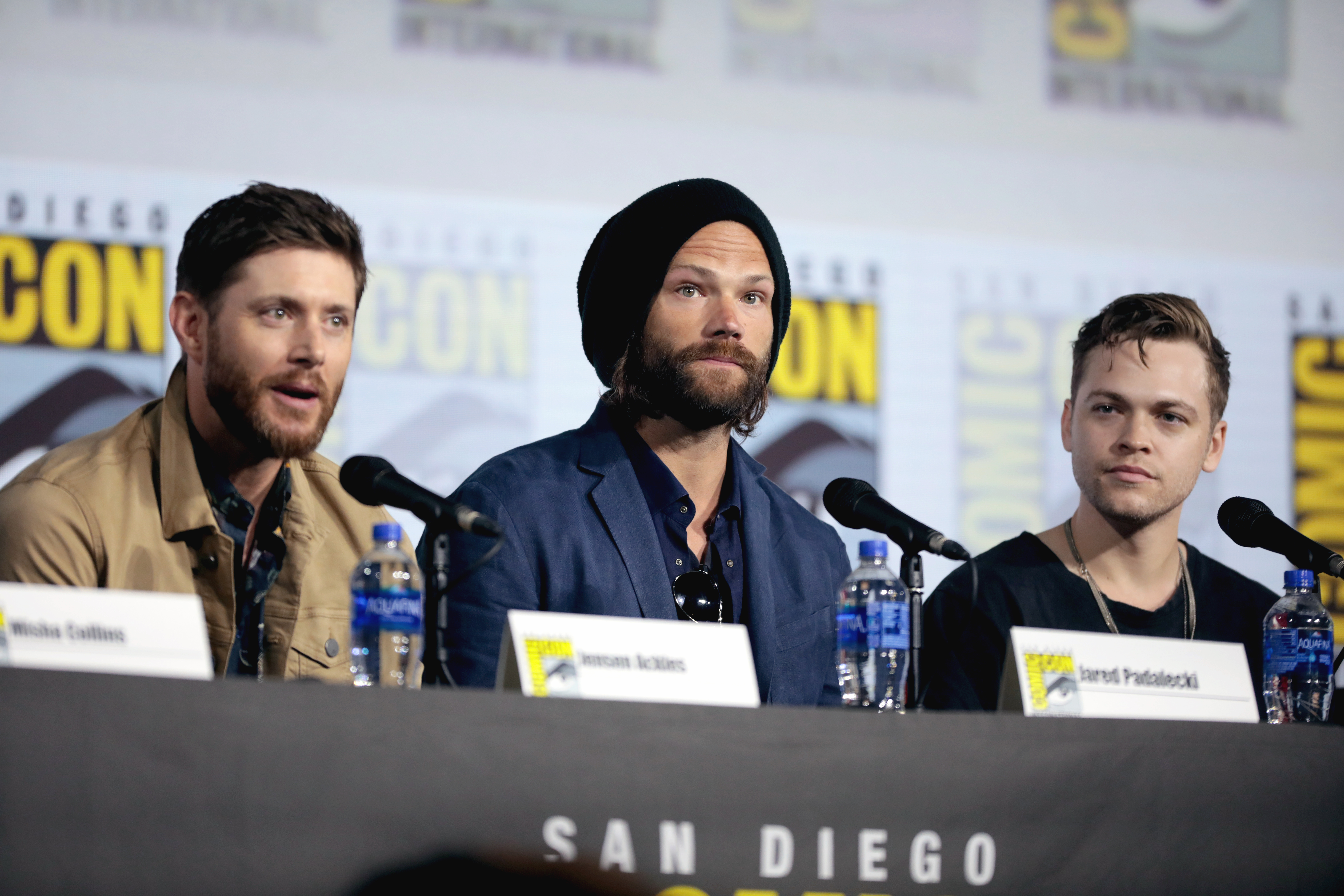
Jensen Ackles, Jared Padalecki et Alexander Calvert au Comic-Con en 2019 pour la série Supernatural.

En 2017, Alexander Calvert a été choisi pour interpréter le rôle de Jack / Nephilim, le fils de Lucifer dans la série Supernatural aux côtés des frères Sam et Dean Winchester interprété par Jared Padalecki et Jensen Ackles. Il a fait sa première apparition lors du final de la saison 12, puis devient l'un des personnages principaux dès la saison 13. 
En 2018, il interprète le rôle de Chad dans la comédie Le Paquet (The Package), réalisée par Jake Szymanski, sortie le 10 août 2018 sur Netflix. Le film est produit par Ben Stiller et Adam DeVine.
Le 22 mars 2019, les acteurs Jensen Ackles, Jared Padalecki et Misha Collins ont annoncé que la série Supernatural s'arrêtera en 2020 avec la saison 15 qui sera composée de 20 épisodes.

## Filmographie

### Cinéma
- 2007 : Kickin' It Old Skool  : jeune Justin
- 2008 : Génération perdue 2  : Grom
- 2013 : Homesick de Cody Bown : Greg (Court métrage)
- 2015 : Lost After Dark  : Johnnie
- 2015 : The Blackburn Asylum de Lauro Chartrand : Luke
- 2016 : The Edge of Seventeen : Nick Mossman
- 2018 : Le Paquet : Chad
- 2019 : Good Boys de Gene Stupnitsky : Daniel
- 2019 : Blackout de Taylor Hill : Matt (Court métrage)

### Télévision

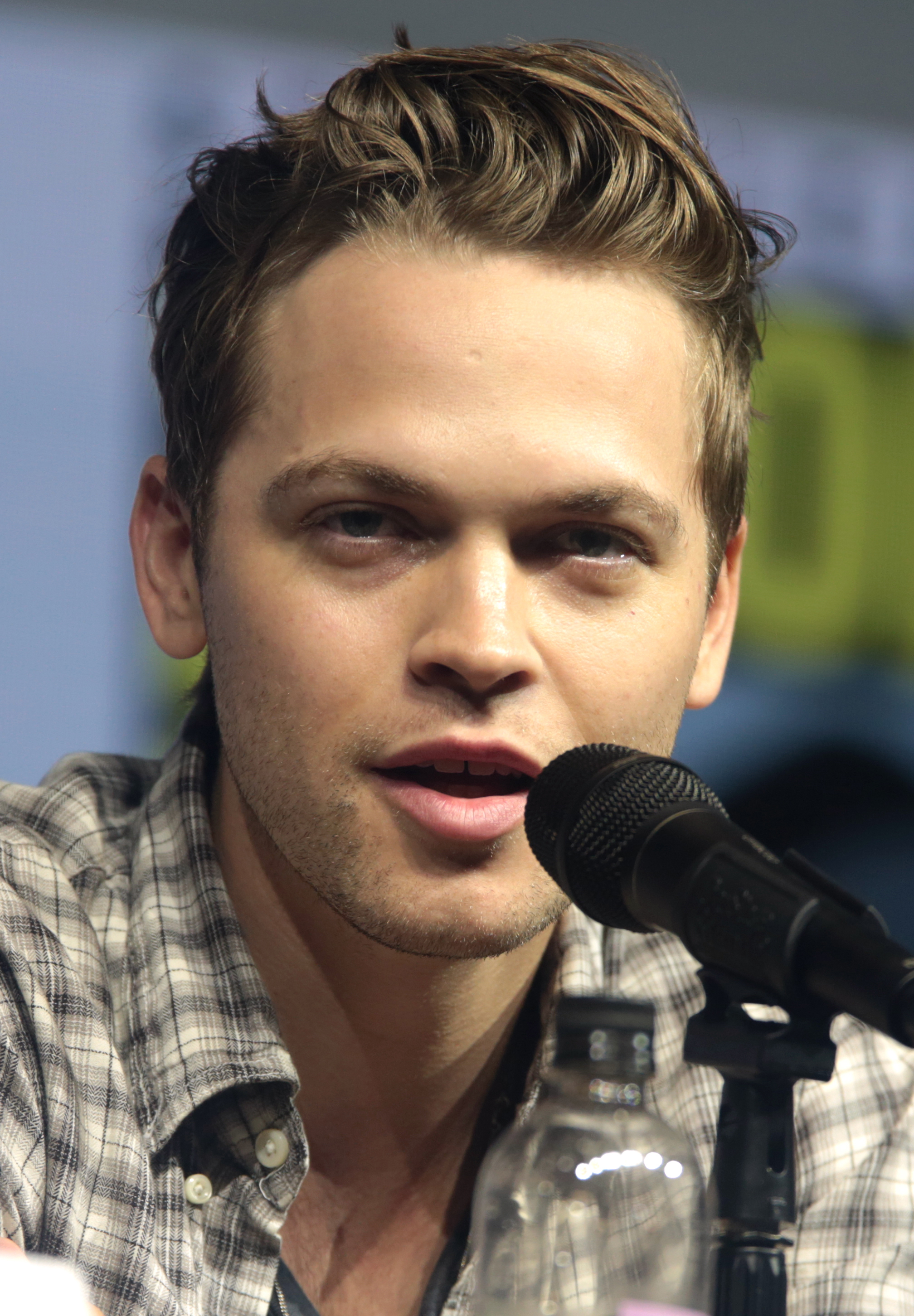
Alexander Calvert au Comic Con en 2018.

#### Séries télévisées
- 2005 : Dead Zone : Greg Stillson (saison 4, épisode 1)
- 2006 : Psych : Enquêteur malgré lui : Jiri Prochazka (saison 1, épisode 3)
- 2010 : The Troop : Evan (saison 1, épisode 21)
- 2010 : Human Target : La Cible : Sean (saison 2, épisode 6)
- 2013 : Bates Motel : Ra'uf (saison 1, épisodes 8 et 9)
- 2014 : Motive : Motive (saison 2, épisode 8)
- 2015 : The Returned : Hunter Gibbs (5 épisodes)
- 2016 : Unser Traum von Kanada : Josh (saison 1, épisodes 1 et 2)
- 2016 : Scream : Alex Whitten (saison 2, épisode 13)
- 2016 : Arrow : Lonnie Machin / Anarky (5 épisodes)
- 2017 - 2020 : Supernatural : Jack / Nephilim / Belphégor (invité saison 12, principal saisons 13 à 15 - 39 épisodes)
- 2023 : The Winchesters : Jack (saison 1, épisode 13)
- 2023 : Gen V

#### Téléfilms
- 2007 : Dans la peau d'une ronde  : Robbie
- 2012 : Dangereuse liaison  : Tyler Sanderson
- 2012 : Flicka: Country Pride  : Jesse
- 2013 : Les Yeux de l'amitié  : Vince Bernard
- 2016 : Untitled Paranormal Project de David Nutter : Beau